# Morgan Phillips
Morgan Walter Phillips (18 juin 1902 - 15 janvier 1963) est un ouvrier mineur et un syndicaliste qui devient secrétaire général du Parti travailliste britannique, impliqué dans deux des victoires électorales du parti.

## Biographie
Né à Aberdare, Glamorgan, l'un des six enfants de William Phillips, Phillips grandit à Bargoed. Il quitte l'école à l'âge de 12 ans pour devenir ouvrier à la surface de la mine.
À l'âge de 18 ans, Phillips devient membre du Parti travailliste de Caerphilly et est secrétaire du parti à Bargoed, de 1923 à 1925. Il est président du Bargoed Steam Coal Lodge, de 1924 à 1926. Il fréquente le Labor College de Londres pour un cours de deux ans sur des sujets économiques et sociaux. Il reste à Londres et devient secrétaire du Parti travailliste à West Fulham, de 1928 à 1930 et plus tard à Whitechapel, de 1934 à 1937. Il devient conseiller au conseil d'arrondissement de Fulham, de 1934 à 1937.
En 1937, il est employé au siège du parti comme officier de propagande, puis comme secrétaire du département de recherche du parti à partir de 1941. Il est rapidement devenu secrétaire du parti en 1944, officiellement rebaptisé secrétaire général en 1960. Phillips révolutionne l'organisation du Parti et fait appel à un ensemble plus large de personnes et de professions, une base professionnelle pour les victoires électorales de 1945 et 1950, qui ont vu moins de syndicalistes et plus de professionnels élus au Parlement. Il appelle à la reconnaissance de l'aspiration de la classe moyenne à la richesse, à l'accession à la propriété et aux possibilités de loisirs, et met en garde contre un accent excessif sur la nationalisation. Néanmoins, Phillips et l'organisation du parti qu'il dirige ont été blâmés par certains pour la défaite aux élections générales de 1955 : une évaluation menée par Harold Wilson qualifie l'organisation du parti de «penny farthing [un modèle désuet de vélo] à l'ère des jets. ".
En 1957, Phillips se joint à Aneurin Bevan et Richard Crossman pour poursuivre le magazine The Spectator pour diffamation. Un article a été publié par The Spectator décrivant les hommes comme buvant beaucoup lors d'une conférence socialiste en Italie . Ayant juré que les accusations étaient fausses, les trois ont touché des dommages-intérêts du magazine. De nombreuses années plus tard, les journaux publient à titre posthume, le témoignage de Crossman qui confirme la véracité des accusations du magazine .
La réputation de Phillips s'est accrue lors de l'échec de la campagne électorale générale de 1959. Ses conférences de presse quotidiennes ont été considérées comme un succès remarquable, suscitant beaucoup d'intérêt. Il comprend les journalistes et donne des réponses concises et perspicaces. Il présente une analyse claire de ce qui s'est passé lors de la défaite électorale et des propositions constructives pour l'avenir, dont beaucoup sont incluses dans son document, Labour in the Sixties (1960), qui jette les bases du retour au pouvoir du Parti travailliste en 1964. Il publie également East meets West (1954) et diverses brochures politiques et économiques.
Phillips est une figure clé du mouvement ouvrier international et préside plusieurs conférences du Comité socialiste international à partir de 1944. Il est président de l'Internationale Socialiste de sa création en 1948 jusqu'en 1957. Il est victime d'un accident vasculaire cérébral en août 1960, au sommet de sa carrière, et prend sa retraite en tant que secrétaire général en 1961, mourant au début de 1963.
Les archives et le centre d'études sur l'histoire du travail du People's History Museum de Manchester ont les papiers du secrétaire général de Morgan Phillips dans leur collection.

## Famille
À Fulham Labour Party, Phillips rencontre Norah Lusher, plus tard baronne Phillips, qu'il épouse en 1930. Ils ont un fils et une fille. Cette dernière, Gwyneth Dunwoody, est députée travailliste de 1964 jusqu'à sa mort en 2008. Elle épouse John Dunwoody, qui est également un député travailliste. Leur fille, Tamsin Dunwoody est membre de l'Assemblée nationale du Pays de Galles de 2003 à 2007.